# Oldenlandia lancifolia
Oldenlandia lancifolia är en måreväxtart som först beskrevs av Heinrich Christian Friedrich Schumacher, och fick sitt nu gällande namn av Dc.. Oldenlandia lancifolia ingår i släktet Oldenlandia och familjen måreväxter.

## Underarter
Arten delas in i följande underarter:
- O. l. lancifolia
- O. l. scabridula
- O. l. seseensis